# Château de Montpinier (Blan)
Ne doit pas être confondu avec Château de Montpinier.
Le château de Montpinier est un château situé à Blan, dans le Tarn (France). Ce fut la résidence de Charles et Élisa Lemonnier.

## Historique
Le château primitif de Montpinier est construit au cours du Moyen-Age. Il en demeure aujourd'hui les douves et les communs.
Le château médiéval est détruit en 1854, par Charles et Élisa Lemonnier, qui viennent d'acheter le domaine. Ils font alors édifier un nouveau château à son emplacement. Charles et Elisa sont Saint-simoniens, le premier professeur à la prestigieuse abbaye-école de Sorèze, et elle créatrice d'une école professionnelle de jeunes filles.

## Architecture
Le domaine de Montpinier se compose d'un petit château du XIXe siècle, entouré d'un parc boisé et de deux communs médiévaux. Le château est un petit édifice rectangulaire sur trois étages, dont un sous combles, enduit de blanc et à toiture en ardoises.
Devant le château, on trouve un système hydraulique du Moyen Âge, comprenant une retenue d'eau et des douves de cinquante mètres sur dix, avec un petit pont pour les enjamber.